# Dietmut Niedecken
Dietmut Niedecken (* 1952 in Gießen) ist eine deutsche Musiktherapeutin und analytische Kinder- und Jugendlichenpsychotherapeutin. Sie war Dozentin an der Hochschule für Musik und Theater Hamburg sowie Universitätsdozentin am Fachbereich Pädagogik der Universität Innsbruck.

## Leben und Wirken
Dietmut Niedecken studierte Schulmusik mit dem Wahlgebiet Musikwissenschaft an der Hochschule für Musik und Theater in Hamburg und Musiktherapie in London. Sie promovierte an der Hochschule für Musik und Theater in Hamburg mit einer Dissertation zu dem Thema Einsätze. Material und Beziehungsfigur im musikalischen Produzieren, die 1988 erschien. 2001 gründete sie die Arbeitsgemeinschaft Psychoanalyse und Kulturtheorie am Institut für Musiktherapie, Musikhochschule Hamburg. Sie absolvierte eine Weiterbildung zur analytischen Kinder- und Jugendlichenpsychotherapeutin und war als solche in freier Praxis tätig.
2002 habilitierte sie an der Universität Innsbruck mit der Lehrbefugnis als Universitätsdozentin für das Fach Erziehungswissenschaften.
Sie lehrte bis 2019 am Institut für Musiktherapie an der Hochschule für Musik und Theater in Hamburg und betreute dort musiktherapeutische Dissertationen.
Dietmut Niedecken hat sich mit auf den ersten Blick sehr unterschiedlichen Themen befasst. Sie umfassen kulturtheoretische und erkenntniskritische Themen sowie psychoanalytisch-klinische Überlegungen. Am bekanntesten ist ihr Ansatz einer psychoanalytischen und kulturkritischen Theorie der geistigen Behinderung. In ihrer Dissertation befasste sie sich mit musikalischen Produkten in der klassischen Musiktradition sowie mit musiktherapeutischen Improvisationen. Indem sie beide verglich, entwickelte sie in Grundlinien eine psychoanalytische Theorie musikalischen Produzierens.

## Psychoanalytische Theorie der geistigen Behinderung
Im Jahr 1989 erschien ihr Buch Namenlos, geistig Behinderte verstehen, in welchem sie dem Phänomen der geistigen Behinderung (siehe: Geistige Behinderung) auf den Grund geht und den Begriff der „Institution Geistigbehindertsein“ entwickelt. Sie hat die psychoanalytische Diskussion um eine modifizierte psychoanalytische Behandlung geistig Behinderter anhand der Darstellung ihrer Praxis in Psychoanalyse und Musiktherapie wesentlich mitgestaltet. Theoretisch orientiert sie sich u. a. an Alfred Lorenzer, Mario Erdheim, Maud Mannoni, mit Bezugnahme auf Entwicklungspsychologen wie René Spitz, Donald W. Winnicott u. a.
In Zusammenarbeit mit Irene Lauschmann und Marlies Pötzl entstand das Buch Psychoanalytische Reflexion in der Pädagogischen Praxis, das 2003 erschien. Darin werden die Erkenntnisse von Namenlos neu aufgegriffen und anhand der Beschreibung der pädagogischen Praxis in Wohngruppen vertieft.

## Schriften zur Kulturtheorie und Erkenntniskritik
In den Jahren danach wendete Niedecken sich dem von Sigmund Freud bereits aufgegriffenen und immer wieder fallengelassenen Thema der okkulten Erscheinungen zu, um zu zeigen, inwiefern diese durch die Psychoanalyse begrifflich erfasst und entmystifiziert werden können. Ihre Ergebnisse veröffentlichte sie in Versuch über das Okkulte. Eine psychoanalytische Studie (Tübingen 2001). Sie bezieht sich auf Phänomene wie Telepathie (Gedankenlesen), Präkognition (Voraussage zukünftiger Ereignisse) und Psychokinese (nicht handlungsvermittelte Wechselbeziehung mit unbelebter Materie), die im Rahmen eines traditionellen Wissenschaftsverständnisses nicht zu erfassen sind. Niedecken fasst sie unter dem Begriff des „Okkulten“ zusammen, um dadurch an eine verborgene Tradition anzuknüpfen – den marginal gebliebenen Schriften Freuds und einiger weniger seiner Nachfolger, die sich mit der Thematik befassen (sh. die Anthologie von Georges Devereux „Psychoanalysis and the Occult“, die diese Arbeiten zusammenfasst).
Den Spuren im Werk Freuds nachgehend zeigt Niedecken in diesem Buch, dass das, was er das Okkulte nennt, in seinem Denken eine größere Rolle gespielt hat, als er es publik werden ließ. Allerdings gab er seinen aufklärerischen Impetus dabei nie auf und konvertierte zum Gläubigen, wie es in esoterischen Zusammenhängen gelegentlich kolportiert wird. Die Schwierigkeit, das, was er fand und erkannte, mit seinem im traditionellen Wissenschaftsverständnis verhafteten Denken in Einklang zu bringen, sorgte für einen starken Widerstand, der ihn bewegte, manche seiner Untersuchungen (etwa Telepathie-Experimente mit seinem Freund Ferenczi, von denen in der Biographie „Das Leben und Werk von Sigmund Freud“ von Ernest Jones die Rede ist (sh. S. 437ff)) nicht öffentlich werden zu lassen.
Dietmut Niedecken versteht die üblichen Zweifel an der Wirklichkeit des Okkulten als Widerstand, der als solcher analysiert werden kann. Sie kommt zu dem Schluss, dass Phänomene wie Telepathie dazu zwingen, unser traditionelles Subjektverständnis vom Subjekt als „hypokeimenon“ (griech.: zugrunde liegend) in Frage zu stellen. Sie zeigt, dass die Psychoanalyse sich zwar in ihrer Entwicklung seit Freud kaum direkt mit dem Okkulten auseinandergesetzt hat – das Thema war und ist nach wie vor eher verpönt –, wohl aber zunehmend mit Beziehungskonstellationen, für die ein Erleben von subjektiver Autonomie und Subjekt-Objekt-Getrenntheit nicht vorausgesetzt werden kann. Die für ein Verständnis solcher Beziehungskonstellationen entwickelten Konzepte eignen sich, wie Niedecken zeigt, nicht nur als Ausgangsbasis zur Erfassung okkulter Phänomene – vielmehr erweist es sich in der Auseinandersetzung über diese Konzepte und die ihnen zugrunde liegenden klinischen Erfahrungen zunehmend, dass okkulte Phänomene sozusagen als extreme Symptome aufgefasst werden müssen, die einen „Riss im Gefüge“ des auf der Subjekt-Objekt-Trennung beruhenden Weltbildes markieren. Die Scheu, sich okkulten Erscheinungen zu stellen, korrespondiert nach Niedecken dem Schwindel, der uns erfasst, wenn wir die Grundlagen unseres Denkens und Begreifens zu hinterfragen gezwungen sind.
In einigen anschließenden Aufsätzen (2002, 2003a, 2004, 2006) beschäftigt sich Niedecken mit der Frage, wie Subjektkonstitution und Bewusstsein zusammenhängen und in welcher Weise die Subjekt-Objekt-Trennung im Corpus der psychoanalytischen Theorie – insbesondere bei Melanie Klein und Wilfred Bion bereits hinterfragt wurde. Sie entwickelt einen Begriff vom Vorrang der Szenen, mit dem sich nicht nur Trancezustände und okkulte Phänomene, sondern auch weithin anerkannte Phänomene wie die von Daniel Stern beobachtete transmodale Wahrnehmung bei Neugeborenen oder die in jüngerer Zeit von der Neurobiologie entdeckten Spiegelneuronen in psychoanalytischen Termini begreifen lassen.

## Einfluss und Kritik
Niedeckens Werk ist bisher vornehmlich in Fachkreisen bekannt. Ihre Dissertation findet bis heute Verwendung in der psychoanalytischen Theorie der Musiktherapie. Eine große Verbreitung haben ihre Arbeiten über geistige Behinderung gefunden. Sie werden vielfach in der Praxis angewendet und in anschließenden Studien aufgegriffen und kritisiert. Dabei allerdings spielte lange Zeit der Begriff der Institution Geistigbehindertsein kaum eine Rolle, erst in jüngerer Zeit findet er zunehmend Verwendung. Zur Kritik sh. den Artikel über Geistige Behinderung Noch weniger bekannt sind Niedeckens neuere Arbeiten zur Kultur- und Erkenntniskritik.

## Werke (Auswahl)
- Einsätze. Material und Beziehungsfigur im musikalischen Produzieren. VSA, Hamburg 1988.
- Namenlos. Geistig Behinderte verstehen. München: Piper; 4. Auflage: Beltz, Weinheim 2003.
- Versuch über das Okkulte. Eine psychoanalytische Studie. Diskort Tübingen 2001.
- mit Irene Lauschmann und Marlies Pötzl: Psychoanalytische Reflexion in der pädagogischen Praxis. Innere und Äußere Integration von Menschen mit Behinderung. Beltz, Weinheim 2003.
- Szene und Containment. Wilfred Bion und Alfred Lorenzer. Ein fiktiver Dialog. Tectum, Marburg 2008. ISBN 978-3-8288-9674-1.
- mit Sabine Mitzlaff: Zerstörung des Denkens im Trauma. Brandes und Apsel, Frankfurt 2013.